# Timothy Lovejoy
Pastor Timothy "Tim" Lovejoy prædiker i den fiktive by Springfield og optræder i de fleste af afsnittene i serien The Simpsons.
Han er meget glad for modeltog og meget træt af den ivrige kirkegænger og meget troende Ned Flanders, som har for vane altid ringe til ham om de mest åndsvage ting, såsom: "Min fod kom til at snitte en penis, ved stranden i dag, hvad skal jeg gøre". Under sine prædikener får han tit folk til at falde i søvn med sin dybe og meget rolige stemme.
I et afsnit var han blevet meget desperat, da alle byens kristne var blevet optaget i en kult. Dette fik ham til at overveje ligefrem at brænde kirken ned.
Hans stemme er indtalt af Harry Shearer.